# Królowie Dźodhpuru

## Władcy Marwaru
Dynastia Nalów
- Harićandra Rohilladdhi (fundator i władca Marwaru ok. 525-?)
- Bhawadattawarman (przed 530)
- Skandawarman (po 540) [syn?]
- Arthapati (przed 550) [syn lub brat]

Dynastia Gurdżarów
- Hariczandra (ok. 550–570)
- Bogabhata (ok. 570–580) [syn]
- Kakka (ok. 580–590) [brat]
- Radżdżila (ok. 590–600) [brat]
- Narabhata (ok. 600–620) [syn]
- Nagabhata (ok. 620–640) [syn]
- Tata (ok. 640–670) [syn]
- 2 władców (ok. 670–720)
- Śiluka (ok. 720–750)
- Nieznani władcy? (ok. 750–940)
- Dezintegracja państwa ok. 940

Dynastia Czauhanów
- Śri Lakszmana (władca Nadolu i Marwaru ok. 968–973)
- Śobhita (ok. 673–980) [syn]
- Baliradża (ok. 980–985) [syn]
- Wigrahapala (ok. 985–990) [stryj]
- Mahendra (ok. 990–1010) [syn]
- Aśwapala (ok. 1010–1020) [syn]
- Ahila (ok. 1020–1025) [syn]
- Anahilla (ok. 1025–1050) [stryj]
- Balaprasada (ok. 1050-1060/1) [syn]
- Dźenduradża (1060/1-1079) [brat]
- Prithwipala (1079–1090) [syn]
- Dźodźaladewa (ok. 1090–1110) [brat]
- Asaradża (1110/6-1119; usunięty; tylko w Bali/Godwad 1119–1143) [brat]
- Ratnapala (1119–1132) [syn Prithwipali]

Linia nadolska
- Sahadźapala (1132-1146/9; w Nadolu 1146/9) [wnuk]
- Alhana (1146/9-po 1153; w Nadolu 1146/9-1150 i 1155–1164) [syn Asaradży]
- Gajasimha (po 1153) [syn]
- Czamundaraja (1171) [bratanek]
- Kumarasimha (1169/85) [brat]
- Sodhaladewa (1194) [brat]

Radźpucka dynastia Rathorów
- Śiwadźi (Sihodźi) (rao Pali 1226–1273)
- Zależność od Lahuru 1226–1242
- Zależność od Dźhaloru 1242–1294
- Asthandźi (1273–1292; rao Khedu od przed 1280) [syn]
- Duhardźi (Duhad) (1292–1309) [syn]
- Zależność od Delhi 1293–1405
- Rajpaldźi (1309–1313) [syn]
- Kanhapaldźi (1313–1323) [syn]
- Dźalhansidźi (1323–1328) [syn]
- Ćhadadźi (1328–1344) [syn]
- Tidadźi (1344–1357) [syn]
- Salkhadźi (1357–1374) [syn]
- Biramdźi Deodźi (1374–1383; usunięty, zmarł 1383) [syn]
- Ćundardźi (rao Mandoru 1383–1424; regencja 1383-139?) [syn]
- Kanhadźi (1424–1427) [syn]
- Ranmaldźi (1427–1438) [brat]

## Królowie Dźodhpuru
- Rao Śri Dżodhadźi (1438–1488; rao Dźodhpuru od 1459) [syn]
- Sataldźi (1488–1492) [syn]
- Sudźadźi (1492–1515) [syn]
- Gangadźi (1515–1532) [wnuk]
- Mal Deodźi (1532–1562) [syn]
- Ćandra Sendźi (1562–1565; usunięty, zmarł 1581) [syn]
- Panowanie Mogołów 1565–1583
- Radża Śri Udaj Singhdźi (władca pod zwierzchnością Mogołów 1583–1595) [brat]
- Sur Singhdźi (1595–1619; otrzymał tytuł sawai radży) [syn]
- Gadź Singhdźi I (1620–1638; otrzymał tytuł maharadży) [syn]
- Dźaśwant Singhdźi I Sahib (1638–1678) [syn]
- Indra Singhdźi Sahib (1379; usunięty) [bratanek]
- Adźit Singhdźi Sahib (1679–1724; regencja 1679-179?; otrzymał tytuł radż radżeśwar maharadża śri 1718) [syn Dżaśwant Singhdżiego I]
- Abhai Singhdźi Sahib (1724–1749) [syn]
- Ram Singhdźi Sahib Bahadur (1749–1751; usunięty) [syn]
- Bakht Singhdźi Sahib Bahadur (1751–1752) [stryj]
- Widżai Singhdźi Sahib Bahadur (1752–1753; usunięty) [syn]
- Ram Singhdźi (2. panowanie 1753–1772)
- Widżai Singhdżi (2. panowanie 1772–1793)
- Bhim Singhdźi Sahib Bahadur (1793–1803) [wnuk]
- Man Singhdźi Sahib Bahadur (1803–1817; regencja 1815–1817; abdykował) [wnuk Widżaia Singhdźiego]
- Śri Ćattar Singhdźi Sahib Bahadur (1817–1818) [syn]
- Protektorat brytyjski 1818–1947
- Man Singhdźi Sahib Bahadur (2. panowanie 1818–1843)
- Sir Takht Singhdźi Sahib Bahadur (1843–1873; maharadża Ahmadnagaru 1841–1848) [syn Karana Singhdźiego, maharadży Ahmadnagaru]
- Sir Dżaśwant Singhdźi II Sahib Bahadur (1873–1895) [syn]
- Sardar Singhdźi Sahib Bahadur (1895–1911; regencja 1895–1898) [syn]
- Sumair Singhdźi Sahib Bahadur (1911–1918; regencja 1911–1916) [syn]
- Sir Umaid Singhdźi Sahib Bahadur (1918–1947; regencja 1918–1923) [brat]
- Hanwant Singhdźi Sahib Bahadur (1947–1952; tylko tytularny od 1949) [syn]
- Włączenie Dżodhpuru do Indii 1949
- Gadź Singhdźi II Sahib Bahadur (tytularny od 1952 do dziś)